# Orlu (Nigeria)
Orlu (Igbo: Olu) es la tercera ciudad más grande en el sudeste de Nigeria, está situada en el estado de Imo con una población estimada de 220.000 habitantes. Tiene una larga historia y ha jugado un papel fundamental como sede para las agencias de ayuda humanitaria durante la guerra civil de Nigeria.
Es una casa de empresa y muchos hombres de negocios de Nigeria con éxito han nacido en esta ciudad. La sede permanente para el Estado del Hospital Universitario de Imo, un mercado internacional y de diversas industrias se encuentran en Umuna que es una de las ciudades que conforman el área urbana Orlu.

## Ciudades hermanadas
- Austin, Texas, EE. UU.
- Boston, Massachusetts, EE. UU.

- Datos: Q3508985
- Multimedia: Orlu (Nigeria) / Q3508985